# Matsuura
Matsuura (松浦市?) è una città giapponese della prefettura di Nagasaki.
Il 1º gennaio 2006 la città di Matsuura ha assorbito le cittadine di Fukushima e Takashima, entrambe del Distretto di Kitamatsuura.